# Senne (Rhénanie-du-Nord-Westphalie)

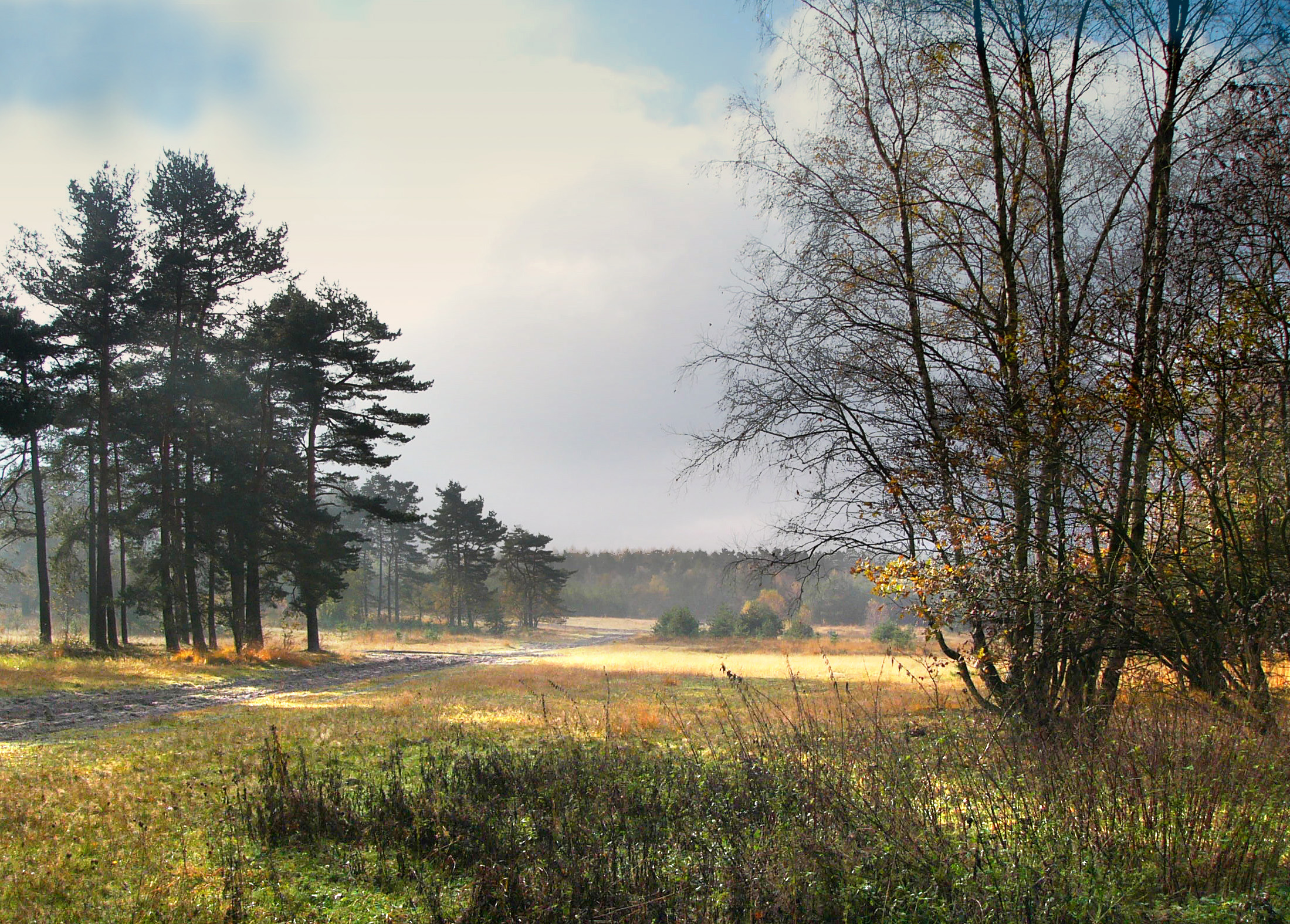
Paysage de la Senne en automne.

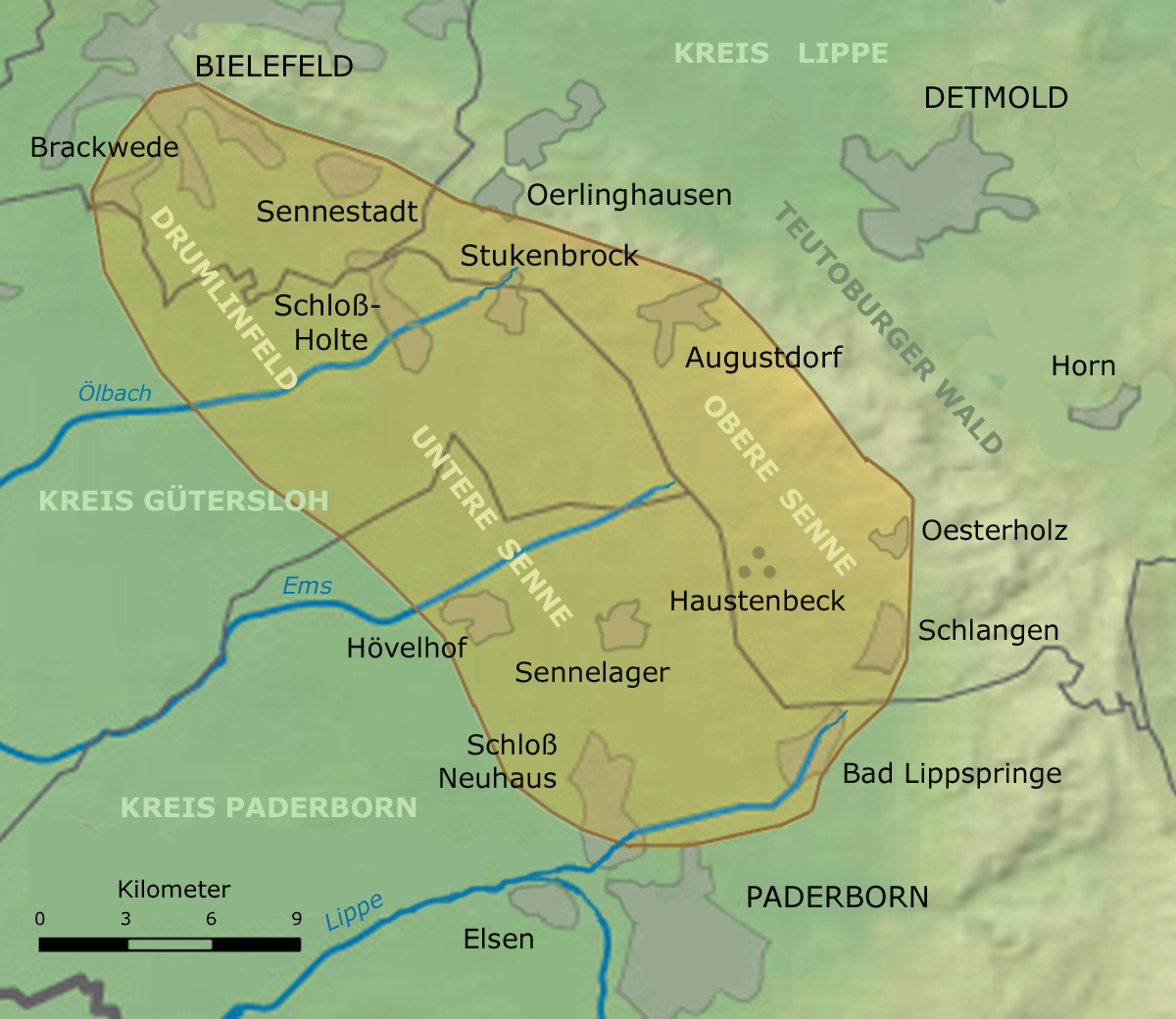
Carte de la Senne

La Senne est une région naturelle du nord-ouest de l'Allemagne. Située à l'ouest de la Forêt de Teutberg, entre les villes de Bielefeld, Paderborn, Gütersloh et Detmold, c'est la plus importante lande de Rhénanie-du-Nord-Westphalie.